# Orthosia nigrorenalis
Orthosia nigrorenalis là một loài bướm đêm trong họ Noctuidae.